# Ethan Katzberg
Ethan Katzberg (ur. 5 kwietnia 2002) – kanadyjski lekkoatleta specjalizujący się w rzucie młotem, mistrz olimpijski.
Uczestnik mistrzostw świata do lat 20 (2021). Rok później został srebrnym medalistą igrzysk Wspólnoty Narodów.
W 2023 w Budapeszcie zdobył złoty medal podczas mistrzostw świata, tym samym stając się najmłodszym mistrzem świata w rzucie młotem, detronizując w tym zestawieniu Pawła Fajdka. Był uczestnikiem igrzysk panamerykańskich w tym samym roku w Santiago, podczas których wywalczył złoty medal. Złoty medalista igrzysk olimpijskich w Paryżu (2024).
Złoty medalista mistrzostw Kanady.
Rekord życiowy: 84,38 (20 kwietnia 2024, Nairobi) rekord Ameryki Północnej, 9. wynik w historii światowej lekkoatletyki.

## Osiągnięcia
| Rok  | Impreza                    | Miejsce    | Pozycja    | Wynik |
| ---- | -------------------------- | ---------- | ---------- | ----- |
| 2021 | Mistrzostwa świata U20     | Nairobi    | –          | NM    |
| 2022 | Igrzyska Wspólnoty Narodów | Birmingham | 2. miejsce | 76,36 |
| 2023 | Mistrzostwa świata         | Budapeszt  | 1. miejsce | 81,25 |
| 2023 | Igrzyska panamerykańskie   | Santiago   | 1. miejsce | 80,96 |
| 2024 | Igrzyska olimpijskie       | Paryż      | 1. miejsce | 84,12 |